# Tancredi

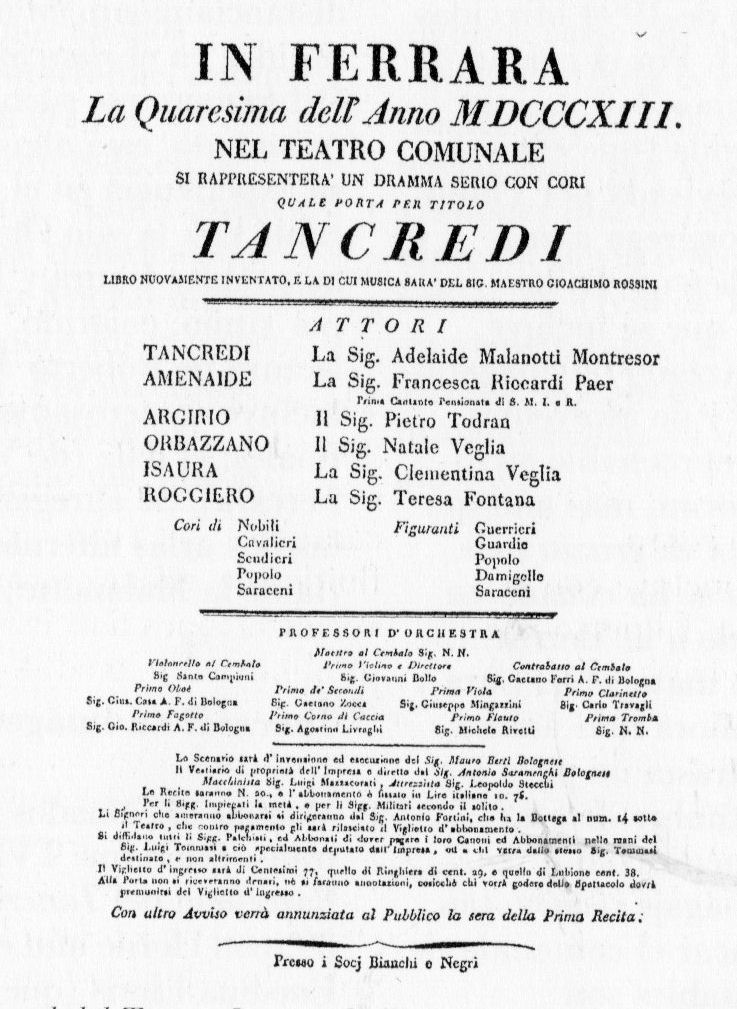
Aankondiging van Tancredi in Ferrara (1813)

Tancredi is een opera in twee bedrijven van de componist Gioacchino Rossini en de librettist Gaetano Rossi, gebaseerd op Voltaires toneelstuk Tancrède (1759). Hoewel Rossini zijn opera aanvankelijk componeerde met een gelukkig einde in gedachten, liet hij uiteindelijk de dichter Luigi Lechi het libretto bewerken om het oorspronkelijke tragische einde van Voltaire na te streven. Rossini's opera kreeg zijn première in Venetië aan het Teatro La Fenice op 6 februari 1813, nadat Il Signor Bruschino in première ging eind januari van dat jaar, waardoor de componist minder dan een maand de tijd had om Tancredi te voltooien. De ouverture, geleend van La pietra del paragone, is een populair voorbeeld van Rossini’s kenmerkende stijl, en is een regelmatig onderdeel van het concert- en opnamerepertoire.

## Uitvoeringsgeschiedenis
Deze opera werd door Stendhal, Rossini’s vroegste biograaf, beschouwd als Rossini’s grootste meesterwerk. De titelrol van Tancredi is zo veeleisend dat de bezetting een groot probleem is. Het vereist een ware alt of mezzosopraan met een sterk laag register die een grote beweeglijkheid van de stem bezit en uithoudingsvermogen; Tancredi telt twee volledige aria’s en vier duetten. De opera ging in première in 1813 aan het Teatro La Fenice in Venetië met Adelaide Malanotte in de titelrol. Tancredi werd gewoonlijk uitgevoerd met het Venetiaanse (gelukkige) einde.
De opera was zeer verwaarloosd gedurende lange tijd totdat de mezzosopraan Giulietta Simionato het werk deed herleven in 1952. Marilyn Horne stond op het tragische Ferrara-einde erop wijzend dat dit meer in lijn is met de gehele toon van de opera. De meeste van de hedendaagse opnames van deze opera gebruiken inderdaad het Ferrara-einde, sommige met het Venetiaanse einde als extra.

## Rolverdeling
| Rol | Stemtype              | Rolbezetting première, 6 februari 1813 |
| --- | --------------------- | -------------------------------------- |
| Tancredi, een verbannen Syracusische soldaat                                                           | alt of mezzosopraan   | Adelaide Melanotte Montresor           |
| Amenaide, de dochter van een adellijke familie, verliefd op Tancredi                                   | sopraan               | Elisabetta Manfredini Guarmani         |
| Argirio, vader van Amenaide; hoofd van zijn familie, in onmin met de familie van Orbazzano             | tenor                 | Pietro Todràn                          |
| Orbazzano, het hoofd van zijn adellijke familie, in onmin met de familie van Argirio                   | bas                   | Luciano Bianchi                        |
| Isaura, vriendin van Amenaide                                                                          | alt                   | Teresa Marchesi                        |
| Ruggiero, Tancredi's schildknaap                                                                       | mezzosopraan of tenor | Carolina Sivelli                       |
| Ridders, edelen, schildknapen, Syracusenaren, Saracenen; hofdames, krijgers, pages, wachten, enzovoort |                       |                                        |

## Synopsis
Plaats: de Siciliaanse stadstaat Syracuse
Tijd: 1005

### Voorgeschiedenis
De stad Syracuse wordt geteisterd door geschillen en oorlog; het zijn het Byzantijnse Rijk, waarmee het een wankele vrede onderhoudt, en de Saraceense troepen, geleid door Solamir. Syracuse is niet alleen uitgeput door externe oorlog, maar ook door interne oorlog. De krijger Tancredi en zijn familie zijn ontdaan van hun landgoederen en erfgoederen, en hijzelf is verbannen sinds zijn jeugd. Twee andere adellijke families — geleid door Argirio en Orbazzano — hebben jaren met elkander gestreden. Argirio en zijn gezin — zijn vrouw en zijn dochter, Amenaide — zijn te gast geweest aan het Byzantijnse hof, terwijl Tancredi in ballingschap zat. Ook aanwezig in het hof is Solamir, de Moorse generaal, die hoopt op de hand van de liefelijke Amenaide, waarmee hij een Saraceens-Syracusische band zou scheppen. Amenaide is evenwel heimelijk verliefd op Tancredi.

### Eerste bedrijf
Aan het begin van de opera („Pace, amore“) viert de bevolking van de door de Saracenen belegerde stad Syracuse het einde van de burgeroorlog. De hernieuwde eenheid, zo hopen zij, zal hen nieuwe kracht in de strijd tegen de belegeren geven.
Op verzoek van Orbazzano besluit de Senaat, dat Orbazzano als prijs voor de vrede de goederen van de verbannen Tancredi en de hand van Amenaide ontvangt.
Amenaide bezingt haar liefde voor Tancredi („Come dolce all'anima mia“). Argirio deelt zijn dochter Amenaide de beslissing mee. De ontzette Amenaide heeft ondertussen heimelijk een brief aan Tancredi gezonden, met het verzoek naar Syracuse weder te keren, om haar te helpen. Om de ontvanger te beschermen draagt de brief echter niet de naam van de ontvanger.
Tancredi is incognito naar Syracuse wedergekeerd. Hij is van zins voor zijn liefde zijn leven te riskeren („Oh patria“, „Di tanti palpiti“). Argirio, die de aankomst van Tancredi door spionnen heeft vernomen, gelooft, dat deze zich heeft aangesloten bij de Moorse belegeraars in de strijd tegen de stad. Hij dringt er bij Amenaide op aan, de hand van Orbazzano aan te nemen, om die interne eenheid van de stad te verzekeren („Pensa che sei mia figlia“). Tancredi, die het gesprek heeft opgevangen, kruipt naar Amenaide. Dat zij hem aanraadt op de vlucht te slaan om zijn leven te redden doet hem twijfelen aan haar liefde („L'aura che intorno spiri“).
Ondertussen verzamelen zich op een plein die edellieden van de stad, om de bruiloft van Amenaides met Orbazzano te vieren. („Amori – scedente“) Als Argirio voorbijtrekt, biedt de vertwijfelde Tancredi hem zijn diensten als soldaat aan.
Nog voor het tot een bruiloft komt, verschijnt Orbazzano. In plaats van haar als bruid te begroeten, verlangt hij de dood van Amenaide. Zijn spionnen hebben de brief onderschept, en daar hij niet de naam van de ontvanger draagt, vermoedt Orbazzano dat hij voor de vijandelijke generaal Solamir is bestemd. Ook Tancredi, die reeds twijfelde aan Amenaides liefde, gelooft dit. Amenaide wordt geketend en afgevoerd.

### Tweede bedrijf
Orbazzano is door de afwijzing van Amenaides ten diepste gekrenkt. Hij wil ervoor zorgen dat over haar de doodstraf wordt uitgesproken. Argirio echter beweent het aanstaande einde van zijn dochter („Oh Dio – Crudel – qual nome“). Amenaides vriendin Isaura bidt om goddelijk ingrijpen („Tu che i miseri conforti“).
In de gevangenis beklaagt Amenaide haar onterechte dood. Zij hoopt dat Tancredi in elk geval zal vernemen dat zij onschuldig is gestorven („Di mia vita infelice“ – „No, che il morir non è“). De edelen treden op, onder hen de verklede Tancredi. Om haar leven te redden roept hij Orbazzano tot een godsoordeel door een duel op, hoewel hij door twijfels over Amenaides trouw wordt verteerd. Terwijl Amenaide voor Tancredi bidt („Giusto Dio che umilie adora“), verslaat Tancredi Orbazzano. Hoewel Amenaide nu vrij is, kan Tancredi voor haar geen vertrouwen meer opbrengen. Hij trekt daarom ten strijde tegen de Moorse belegeraars, om in de strijd te sterven.

### Alternatieve finale
Rossini schreef voor de opera twee verschillende finales. In de finale van de première in Venetië overwint Tancredi in de slag en verneemt hij van de stervende Solamir, dat de brief aan hem, Tancredi, was gericht. Het paar wordt gelukkig verenigd.
In de finale voor de première in Ferrara wordt Tancredi in de slag dodelijk verwond en verneemt hij pas als hij stervend in de armen van Amenaide ligt, dat de Brief aan hem was gericht.

## Geselecteerde opnamen
| Jaar | Bezetting (Tancredi, Amenaide, Argirio, Orbazzano)                          | Dirigent, operagezelschap en orkest                                                     | Label                  |
| ---- | --------------------------------------------------------------------------- | --------------------------------------------------------------------------------------- | ---------------------- |
| 1978 | Fiorenza Cossotto, Lella Cuberli, Werner Hollweg, Nicolai Ghiuselev         | Gabriele Ferro, Capella Coloniesis, Chor des Westdeutschen Rundfunks                    | Audio CD: Warner Fonit |
| 1992 | Bernadette Manca di Nissa, Maria Bayo, Raul Gimenez, Ildebrando D'Arcangelo | Gianluigi Gelmetti Radio-Sinfonie-Orchester Stuttgart, Chor der Schwetzinger Festspiele | DVD: Arthaus Musik     |
| 1995 | Ewa Podles, Sumi Jo, Stanford Olsen, Pietro Spagnoli                        | Alberto Zedda, Collegium Instrumentale Brugense, Capella Brugensis                      | Audio CD: Naxos        |
| 1996 | Vesselina Kasarova, Eva Mei, Ramon Vargas, Harry Peeters                    | Roberto Abbado, Münchener Sinfonieorchester, Bayrischer Rundfunkchor                    | Audio CD: RCA Victor   |
| 2003 | Daniela Barcellona, Mariola Cantarero, Charles Workman, Nicola Ulivieri     | Paolo Arrivabeni, Orchestra e Coro del Teatro Lirico Giuseppe Verdi di Trieste          | DVD: Kicco Classics    |